# DTP-vaccin
DTP-vaccin (Difteri, Stelkramp(tetanus) och kikhosta(pertussis))  är ett kombinationsvaccin som ges i Sverige till barn vid 5 tillfällen. Vid 3, 5 och 12 månader. Sedan vid 5-6 år och vid 14-16 år.